# Morten Mølster
Morten Mølster (* 31. März 1962; † 14. Januar 2013) war ein norwegischer Gitarrist, der in Norwegen als Mitglied der Alternative Rockband The September When, international aber vor allem durch die Mitwirkung an Nils Petter Molværs Album Khmer bekannt war.

## Leben und Wirken
Morten Mølster spielte in den 1980er Jahren im Circulasione Totale Orchestra (Album Accent, mit Audun Kleive, Kjell Arne Jensen, Eivin One Pedersen, Frode Gjerstad und John Stevens). In den 1990er Jahren war er Mitglied von The September When und gehörte der Band zwischen 1990 und 1996 an (und wieder nach deren Neugründung 2008). Dann arbeitete er in der Öffentlichkeitsarbeit, aber auch als Geschäftsführer (1999–2000) und Obmann (2012–13) des Stavanger Symfoniorkester. Im Raum Stavanger war er in der Musikszene aktiv, so als Mitorganisator des Maijazz festival. Er starb Anfang 2013 im Alter von fünfzig Jahren an einem Herzinfarkt.

## Diskographische Hinweise
- The September When  – Mother I've Been Kissed (1990)
- Nils Petter Molvær – Khmer (ECM; 1997)
- Morten Abel – Being Everything, Knowing Nothing (Virgin, 2003)
- Abel/Mølster/Egdetveit/Eldøy, mit Morten Abel, Johan Egdetveit und Øystein Eldøy
- Elin Furubotn – Heilt Nye Vei (2012)